# Petrus Kastenman
Petrus Kastenman, né le 15 août 1924 à Tystberga, et mort le 10 juin 2013 à Stenstorp, est un cavalier suédois de concours complet.

## Carrière
Petrus Kastenman participe aux Jeux olympiques d'été de 1956 à Stockholm. Il remporte la médaille d'or de l'épreuve individuelle de concours complet sur son cheval Iluster.